# КазМунајГас
КазМунајГас (рус. КазМунайГаз, каз. ҚазМұнайГаз) је казахстанска национална нафтна комапнија која је у државном властништву. Седиште предузећа је у Астани. Компанија је настала 2002. године са удружењем фирме „Казахојл” и фирме „Транспорт нафте и гаса”.